# Campeonato Mundial de Ginástica Artística de 2009 - Barras paralelas masculino
A competição de barras paralelas masculino do Campeonato Mundial de Ginástica Artística de 2009 teve sua final disputada no dia 18 de outubro. A qualificatória que definiu os ginastas finalistas foi disputada em 13 de outubro

## Medalhistas
| Ouro   | CHN Wang Guanyin    |
| Prata  | CHN Feng Zhe        |
| Bronze | JPN Kazuhito Tanaka |

## Resultados

### Qualificatória
Esses são os resultados da qualificatória.
| Pos. | Ginasta                  | Total  | Nota |
| ---- | ------------------------ | ------ | ---- |
| 1    | CHN Feng Zhe             | 15,950 | Q    |
| 2    | CHN Wang Guanyin         | 15,800 | Q    |
| 3    | JPN Kazuhito Tanaka      | 15,600 | Q    |
| 4    | POL Adam Kierzkowski     | 15,375 | Q    |
| 5    | GRE Vasileios Tsolakidis | 15,375 | Q    |
| 6    | FRA Yann Cucherat        | 15,375 | Q    |
| 7    | KOR Yoo Won-Chul         | 15,300 | Q    |
| 8    | NED Epke Zonderland      | 15,175 | Q    |
| 9    | VIE Pham Phuoc Hung      | 15,125 | R    |
| 10   | COL Jorge Hugo Giraldo   | 15,100 | R    |
| 11   | USA Timothy McNeill      | 15,100 | R    |

- Q - qualificado para a final
- R - reserva

### Final
Esses são os resultados da final.
| Pos. | Ginasta                  | Nota D | Nota E | Pen. | Total  |
| ---- | ------------------------ | ------ | ------ | ---- | ------ |
|      | CHN Wang Guanyin         | 7,000  | 8,975  |      | 15,975 |
|      | CHN Feng Zhe             | 6,900  | 8,875  |      | 15,775 |
|      | JPN Kazuhito Tanaka      | 6,400  | 9,100  |      | 15,500 |
| 4    | GRE Vasileios Tsolakidis | 6,300  | 9,050  |      | 15,350 |
| 5    | KOR Yoo Won-Chul         | 6,700  | 8,600  |      | 15,300 |
| 6    | NED Epke Zonderland      | 6,100  | 9,025  |      | 15,125 |
| 7    | VIE Pham Phuoc Hung      | 5,900  | 8,575  |      | 14,475 |
| 8    | POL Adam Kierzkowski     | 6,300  | 8,025  |      | 14,325 |